# Catherine Stevens
Catherine Stevens (ur. 7 sierpnia 1917) – belgijska lekkoatletka, skoczkini wzwyż.
Podczas igrzysk olimpijskich w Berlinie (1936) z wynikiem 1,40 zajęła 14. miejsce.